# Мозгов Тимофій Павлович
Тимофій Павлович Мозгов  (рос. Тимофей Павлович Мозгов, 16 липня 1986) — російський баскетболіст, олімпійський медаліст, центровий російського клубу «Хімки».

## Виступи на Олімпіадах
| Олімпіада   | Дисципліна | Місце |
| ----------- | ---------- | ----- |
| Лондон 2012 | баскетбол  | 3     |

## Зовнішні посилання
- Досьє на sport.references.com [Архівовано 18 грудня 2012 у Wayback Machine.]